# Anortita
L'anortita és un mineral de la classe dels silicats que pertany al grup de la plagiòclasi, un grup de feldespats. És un aluminosilicat de calci, per definició quan el calci supera el 90% dels ions metàl·lics. Pertany al grup feldespat. És polimorf de la svyatoslavita, que té la mateixa fórmula química però cristal·litza en un altre sistema diferent del triclínic, i de la dmisteinbergita. El seu nom ve del grec anortos, que significa "no recte", pels seus cristalls oblics. Va ser descrit per primer cop el 1823 a Itàlia pel mineralòleg alemany Gustav Rose.
És el terme extrem ric amb calci de la sèrie de solució sòlida de les plagioclases, l'altre extrem de les quals és l'albita (plagioclasa de sodi).

## Propietats
Són molt freqüents les macles d'un cristall penetrant en un altre, arribant a ser estrany veure un cristall amb les seves superfícies senceres sense estar tallades per un altre. Les macles en làmines poden produir un acanalat en el cristall, produint l'efecte d'estriacions.

## Ambient de formació
Es troba fonamentalment en roques metamòrfiques procedents de pedres calcàries sotmeses a metamorfisme de contacte. També podem trobar-la en roques ígnies plutòniques màfiques. Pel seu ambient de formació, els minerals als que normalment apareix associada són: biotita, augita, hornblenda i diversos piroxens.

## Localització, extracció i ús
S'han trobat notables jaciments a Nàpols, Campània i al mont Vesuvi (Itàlia). També és important a Califòrnia i Nova Jersey (Estats Units). A Catalunya ha estat trobada a una mina de coure de Sant Gervasi de Cassoles (Barcelonès, Barcelona) i als indrets de la Coma Fosca, la Roca de Ponent i Sant Miquel, a Vimbodí (Conca de Barberà, Tarragona).
Com totes les plagioclases, l'anortita posseeix aplicacions industrials per fabricar ceràmiques i esmalts, a més de l'interès col·leccionístic.

## Varietats
Barianortita

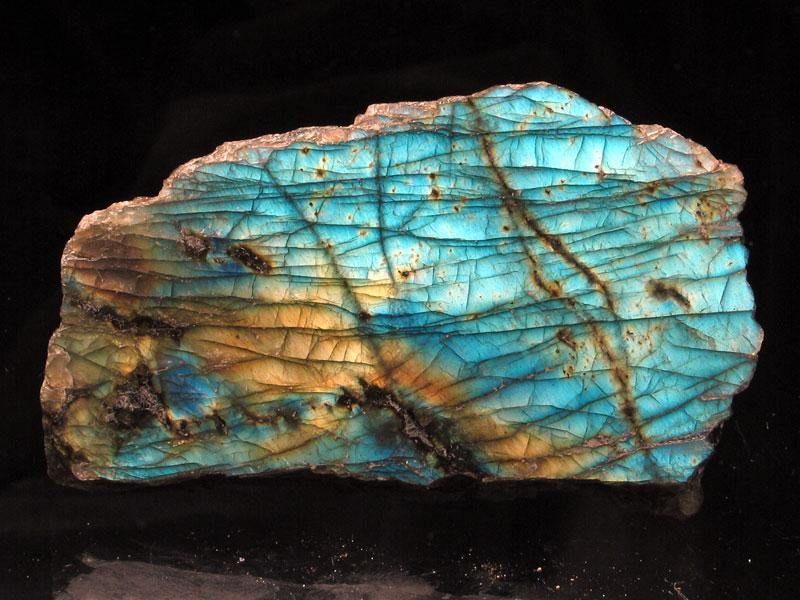
Labradorita, una varietat d'anortita

La barianortita és una varietat de bari amb un 3,5% de BaO, amb fórmula (Ca,Ba)Al₂Si₂O₈ Va ser descrita per primera i única vegada a Broken Hill, Nova Gal·les del Sud, Austràlia.
Bytownita
La bytownita és un feldespat plagiòclasi amb una ràtio molar albita:anortita des de 1:90 a 30:70. El material original, una substància de color blanc verdós, es va trobar en una roca a prop de Bytown (ara Ottawa), Canadà. Les mostres originals o són extremadament rares o han deixat d'existir en les col·leccions.
Labradorita
La labradorita és un feldespat plagiòclasi amb una ràtio molar albita:anortita des de 30:70 a 50:50. És un membre intermedi de la sèrie de solució sòlida de les plagioclases, entre l'albita i l'anortita. Rep el seu de la península del Labrador (Canadà), on va ser descrita per primera vegada.
Lindsayita
La lindsayita és una varietat alterada d'anortita.